# Гіжин (Мисліборський повіт)
Гіжин (пол. Giżyn, нім. Giesenbrügge) — село в Польщі, у гміні Новоґрудек-Поморський Мисліборського повіту Західнопоморського воєводства.
Населення — 426 осіб (2011).
У 1975-1998 роках село належало до Гожовського воєводства.

## Демографія
Демографічна структура станом на 31 березня 2011 року:
|          | Загалом | Допрацездатний вік | Працездатний вік | Постпрацездатний вік |
| -------- | ------- | ------------------ | ---------------- | -------------------- |
| Чоловіки | 200     | 48                 | 132              | 20                   |
| Жінки    | 226     | 47                 | 131              | 48                   |
| Разом    | 426     | 95                 | 263              | 68                   |